# Catálogo Henry Draper
O Catálogo Henry Draper (HD) é uma coleção de dados estelares (astrométricos e de espectroscopia) reunidos num catálogo astronômico que contêm mais de 225.300 estrelas. Foi expandido posteriormente para Henry Draper Extension (HDE), publicado entre 1925 e 1936, que classificou mais 46.850 estrelas, e pelo Henry Draper Extension Charts (HDEC), publicado de 1937 a 1949 na forma de gráficos, que deu classificações para mais 86.933 mais estrelas. Ao todo, 359.083 estrelas foram classificadas até agosto de 2017.
O catálogo HD original cobre quase todo o céu até uma magnitude fotográfica aparente de cerca de 9; as extensões do catálogo adicionaram estrelas mais fracas em certas áreas do céu. A construção do Catálogo Henry Draper foi parte de um esforço pioneiro para classificar espectros estelares, e seus números de catálogo são comumente usados como uma forma de identificar estrelas.
O catálogo foi publicado pela primeira vez em 1890 e continha somente 10 mil estrelas. Posteriormente foi sendo ampliado, entre os anos 1918 e 1924, compilado por Annie Jump Cannon e seus colaboradores do Harvard College Observatory, sob a supervisão de Edward C. Pickering. O catálogo foi nomeado em honra do astrônomo Henry Draper, que doou o dinheiro requerido para financiar o projeto.

## História
A origem do Catálogo Henry Draper remonta aos primeiros estudos fotográficos de espectros estelares. Henry Draper fez a primeira fotografia do espectro de uma estrela mostrando linhas espectrais distintas quando fotografou Vega em 1872. Ele tirou mais de cem fotografias de espectros estelares antes de sua morte em 1882. Em 1885, Edward Pickering começou a supervisionar as fotografias espectroscópicas no Harvard College Observatory, usando um método de espectroscopia. Em 1886, a viúva de Draper, Mary Anne Palmer Draper, interessou-se pela pesquisa de Pickering e concordou em financiá-la com o nome de Henry Draper Memorial. Pickering e seus colegas de trabalho começaram então a fazer uma pesquisa objetiva do céu e classificar os espectros resultantes.
| Classificação estelar | Classes             | Comentários                                 |
| --------------------- | ------------------- | ------------------------------------------- |
| I                     | A, B, C, D          | Linhas de hidrogênio dominantes.            |
| II                    | E, F, G, H, I, K, L |                                             |
| III                   | M                   |                                             |
| IV                    | N                   | Não apareceu no catálogo.                   |
| —                     | O                   | Espectros Wolf-Rayet com linhas brilhantes. |
| —                     | P                   | Nebulosas planetárias.                      |
| —                     | Q                   | Outros espectros.                           |

Um primeiro resultado deste trabalho foi o Catálogo Draper de Espectros Estelares, publicado em 1890. Este catálogo continha classificações espectroscópicas para 10.351 estrelas, principalmente ao norte da declinação -25°. A maior parte da classificação foi feita por Williamina Fleming. O esquema de classificação usado foi subdividir as classificações estelares (I a IV) anteriormente usadas em classes mais específicas, dadas as letras de A a N. Além disso, a letra O era usada para estrelas cujos espectros consistiam principalmente de linhas brilhantes, a letra P para nebulosas planetárias, e a letra Q para espectros que não se encaixam em nenhuma das classes A até P. Nenhuma estrela do tipo N apareceu no catálogo, e a única estrela do tipo O era a estrela Wolf-Rayet HR 2583.
Antonia Maury e Pickering publicaram um estudo mais detalhado dos espectros de estrelas brilhantes no hemisfério norte em 1897. Maury usou classificações numeradas de I a XXII; os grupos I a XX correspondiam às subdivisões dos tipos do Catálogo Draper B, A, F, G, K, e M, enquanto XXI e XXII correspondiam aos tipos N e O do Catálogo Draper. Ela foi a primeira a colocar estrelas B em sua posição atual, antes de A estrelas, na classificação espectral.
Em 1890, o Harvard College Observatory construiu uma estação de observação em Arequipa, no Peru, para estudar o céu no hemisfério sul, e um estudo de estrelas brilhantes no hemisfério sul foi publicado por Annie Jump Cannon e Pickering em 1901. Cannon mostrava os tipos com as letras do Draper Catalogue of Stellar Spectra, mas deixou de usar todas as letras exceto O, B, A, F, G, K e M, usadas nessa ordem, assim como P para nebulosas planetárias e Q para alguns espectros peculiares. Ela também usou tipos como B5A para estrelas em meio termo entre os tipos B e A, F2G para estrelas um quinto do caminho de F para G, e assim por diante.
Entre 1910 e 1915, novas descobertas aumentaram o interesse pela classificação estelar, e o trabalho no próprio Catálogo Henry Draper começou em 1911. De 1912 a 1915, Cannon e seus colaboradores classificaram espectros a uma taxa de aproximadamente 5.000 por mês. O catálogo foi publicado em 9 volumes do Annals of Harvard College Observatory entre 1918 e 1924. Ele contém posições aproximadas, magnitudes, classificações espectrais e, quando possível, referências cruzadas aos catálogos de Durchmusterung para 225.300 estrelas. O esquema de classificação usado foi semelhante ao usado no trabalho de Cannon em 1901, exceto que tipos como B, A, B5A, F2G entre outros, tinham sido alterados para B0, A0, B5, F2 e assim por diante. Assim como as classes O até M, P foi usado para nebulosas e R e N para estrelas de carbono.
Pickering morreu em 3 de fevereiro de 1919, deixando 6 volumes para serem supervisionados por Cannon. Cannon encontrou classificações espectrais para 46.850 estrelas mais fracas em regiões selecionadas do céu na Extensão de Henry Draper , publicada em seis partes entre 1925 e 1936. Ela continuou classificando estrelas até sua morte em 1941. A maioria das classificações foi publicada em 1949 nos Henry Draper Extention (a primeira parte dessas tabelas foi publicada em 1937). Esses gráficos também continham algumas classificações de Margaret Walton Mayall, que supervisionou o trabalho após a morte de Cannon.
O catálogo e suas extensões foram a primeira tentativa em larga escala para catalogar tipos espectrais de estrelas, e sua construção levou ao esquema de classificação de Harvard de espectros estelares que ainda hoje é usado.

## Disponibilidade e uso
As estrelas contidas na parte principal do catálogo são de média magnitude, até cerca de 9m (cerca de 1/15 tão brilhante quanto as mais fracas estrelas visíveis a olho nu). As extensões contêm estrelas tão fracas quanto a 11ª magnitude de certas regiões do céu. As estrelas no catálogo original são numeradas de 1 a 225.300 (com o prefixo HD) e em ordem crescente de ascensão reta para a época 1900.0. As estrelas na primeira extensão são numeradas de 225.301 a 272.150 (com o prefixo HDE) e as estrelas das tabelas de extensão são numeradas de 272.151 a 359.083 (com o prefixo HDEC). No entanto, como a numeração é contínua em todo o catálogo e suas extensões, o prefixo HD pode ser usado independentemente de seu uso não produzir ambiguidade. Muitas estrelas são habitualmente identificadas por seus números com o prefixo HD.
O Catálogo Henry Draper e a Extensão estavam disponíveis no Centro Astronômico de Dados da NASA como parte de seu terceiro CD-ROM de catálogos astronômicos. Atualmente, o Catálogo e a Extensão estão disponíveis no serviço VizieR do Centre de Données astronomiques (do francês "Centro Astronômico de Dados") em Estrasburgo, sob o catálogo número III/135A. Por causa de seu formato, colocar os Henry Draper Extension Charts em um formato legível por máquina foi mais difícil, mas essa tarefa foi finalmente concluída em 1995 por Nesterov, Röser e seus colegas de trabalho, e os Gráficos agora estão disponíveis no VizieR como catálogo número III/182.